# Clinopodium corsicum
Clinopodium corsicum là một loài thực vật có hoa trong họ Hoa môi. Loài này được (Pers.) Govaerts mô tả khoa học đầu tiên năm 1999.

## Hình ảnh

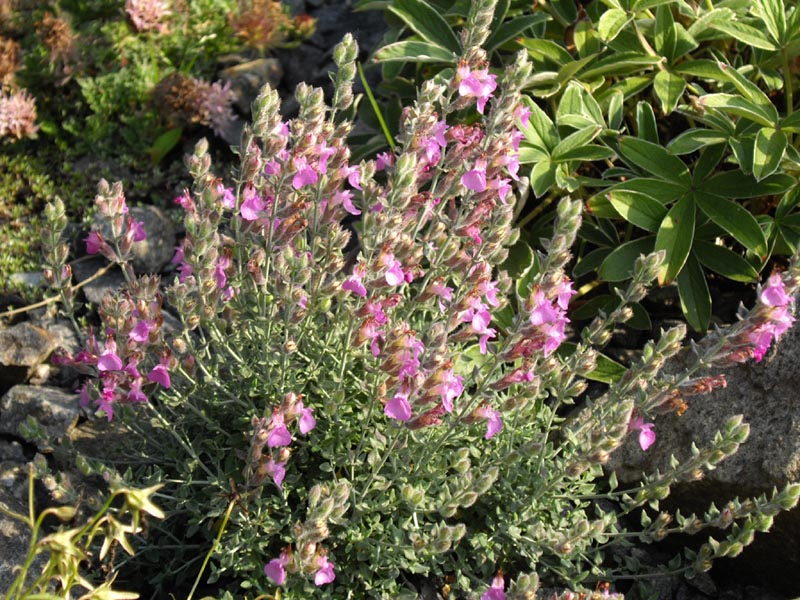
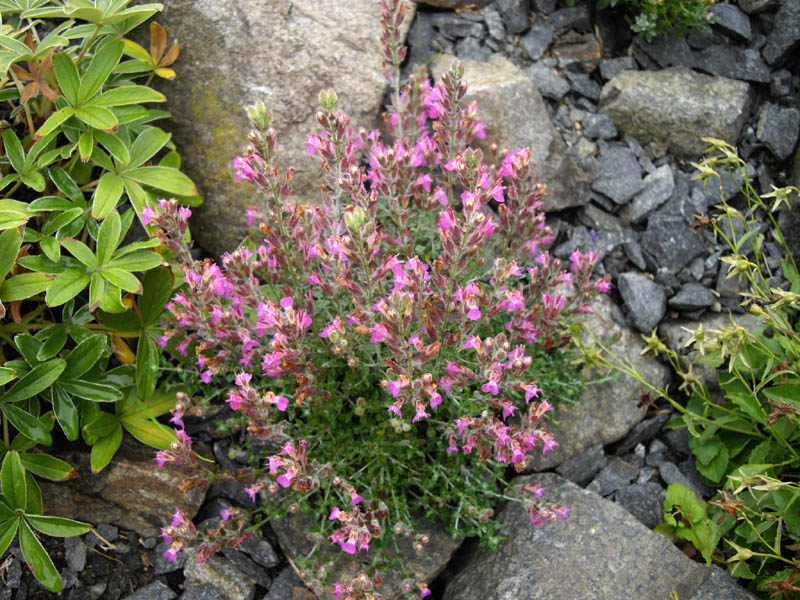
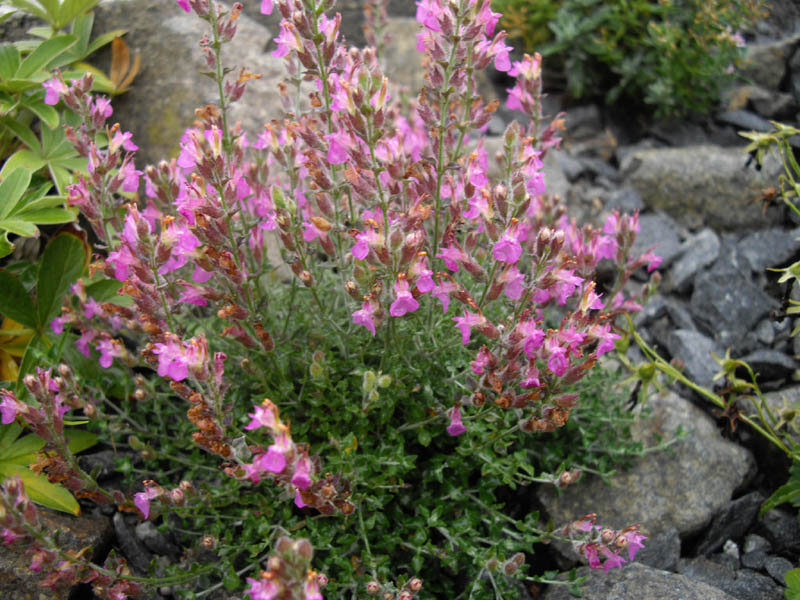
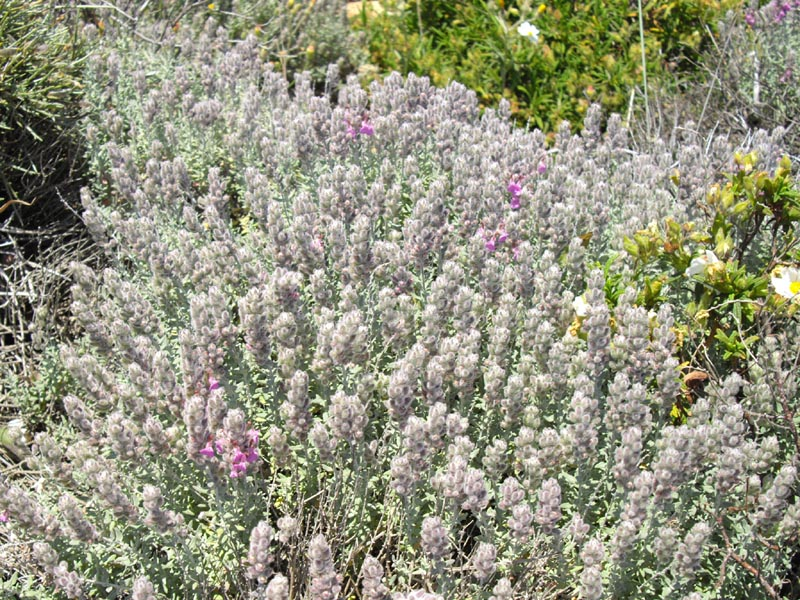